# Siphonaria hispida
Siphonaria hispida is een slakkensoort uit de familie van de Siphonariidae. De wetenschappelijke naam van de soort is voor het eerst geldig gepubliceerd in 1946 door Hubendick.